# Old Crow Medicine Show
Old Crow Medicine Show (с англ. — «Медицинское шоу Старого Ворона») — струнная группа из Нашвилла, штат Теннесси, которая начала выпускать записи с 1998 года. Их девятый альбом Remedy, выпущенный в 2014 году, получил премию Грэмми в номинации «Лучший фолк-альбом». Музыку группы называют олд-тайм, фолк и альт-кантри. Наряду с оригинальными песнями группа исполняет много довоенных блюзовых и фолк-песен.
Блюграсс-музыкант Док Уотсон открыл группу, когда ее участники выступали у аптеки в Буне, Северная Каролина, в 2000 году. С классическим струнным звучанием, подпитываемым панк-роковой энергией, она повлияла на такие группы, как Mumford & Sons и способствовала возрождению струнных групп, исполняющих американу на банджо, что привело к появлению ее вариаций.
Их песня «Wagon Wheel», более или менее традиционная песня, написанная Кечем Секором в соавторстве с Бобом Диланом, получила платиновый статус от RIAA в апреле 2013 года и была исполнена рядом исполнителей, включая Дариуса Ракера, который сделал песню хитом топ-40. Они были включены в Grand Ole Opry 17 сентября 2013 года. Группа была представлена вместе с Edward Sharpe and the Magnetic Zeros и Mumford & Sons в музыкальном документальном фильме Big Easy Express, который выиграл премию Грэмми за лучший музыкальный фильм в 2013 году. Они часто появлялись в качестве гостей на A Prairie Home Companion с Гаррисоном Кейлором. Группа получила премию Trailblazer Award 2013 от Americana Music Association, выступая на Americana Music Honors & Awards.
Группа была в туре по США «Railroad Revival» в 2011 году и несколько раз появлялась на крупных фестивалях, как, например, Stagecoach Festival (2013), Боннару, MerleFest (2000, 2004, 2008, 2014), Telluride Bluegrass Festival, Hardly Strictly Bluegrass (2004, 2009), Newport Folk Festival и Mariposa Folk Festival (2024).

## Дискография
Смотри статью «Дискография Old Crow Medicine Show» в англ. разделе.
- Trans:mission (1998)
- Greetings from Wawa (2000)
- O.C.M.S. (2004)
- Big Iron World (2006)
- Tennessee Pusher (2008)
- Carry Me Back (2012)
- Remedy (2014)
- Volunteer (2018)
- Paint This Town (2022)
- Jubilee (2023)